# Karl Köchy
Karl Georg Heinrich Eduard Köchy (* 26. Oktober 1800 in Braunschweig; † 11. Mai 1880 in Plagwitz, Leipzig) war ein deutscher Jurist, Schriftsteller, Regisseur und Theaterdirektor.

## Leben
Köchy war Sohn eines Gymnasialprofessors. Er durchlief (gleichzeitig mit August Heinrich Hoffmann von Fallersleben) das Katharineum sowie das Collegium Carolinum in Braunschweig. Anschließend studierte er von 1818 bis 1819 an der Universität Göttingen Rechtswissenschaft, wechselte dann an die Universität Berlin. Dort kam er in Kontakt mit Christian Dietrich Grabbe, Heinrich Heine und Friedrich von Uechtritz und begann mit der schriftstellerischen Arbeit. In Berlin dehnte er sein Studium auf die Kunst aus und wurde 1823 zum Dr. phil. promoviert. Anschließend kehrte er nach Braunschweig zurück und wurde dort nach erfolgreichem juristischem Staatsexamen Advokat.
Köchy gab 1828 seine Kanzlei in Braunschweig auf. Er begab sich auf Reisen und traf dabei August Haake, mit dem er sich um die Zukunft des Theaters bemühte. 1830 gründete er in Mainz die Rheinische Theaterzeitung. Nach dem Tode August Klingemanns wurde Köchy am 25. Januar 1831 Theaterdichter, Sekretär und Schauspielleiter der Hofbühne zu Braunschweig. Am Theater erhielt er 1842 die Stelle als Regisseur und 1843 wurde er zum Intendanturrat ernannt und prägte bis 1856, dem Jahr seiner Pensionierung, Spielplan und Aufführungsstil. Sein Nachfolger wurde Eduard Schütz. Zu den von Köchy geförderten Nachwuchstalenten zählte die ebenfalls aus Braunschweig stammende Christine Enghaus.
Köchy übersiedelte 1874 nach Weimar und weiter über Coburg nach Leipzig. Dort starb er schließlich.

## Werke (Auswahl)
- Poetische Werke, Braunschweig 1832.
- Garten, Flur und Wald. Gedichte, Schroeder, Berlin 1854.
- Das Haus Holberg, Schauspiel in 5 Aufzügen, 1855 (zusammen mit Wilhelm Floto).